# Jagdstaffel 9
La Jagdstaffel 9 (in tedesco: Königlich Preußische Jagdstaffel Nr 9, abbreviato in Jasta 9) era una squadriglia (staffel) da caccia della componente aerea del Deutsches Heer, l'esercito dell'Impero tedesco, durante la prima guerra mondiale (1914-1918).

## Storia
La Jagdstaffel 9 viene fondata il 1º giugno 1916, ma entra in servizio effettivo solo il 5 ottobre dello stesso anno. L'unità viene formata con piloti provenienti da una unità aerea specializzata chiamata Fokkerstaffel di supporto alla 3ª Armata dell'esercito imperiale tedesco nata il 16 giugno 1916 sotto la guida dell'Oberleutnant Ascheberg a cui succede l'Oberleutnant Kurt Student che sarà anche il primo comandante della Jagdstaffel.
Sin dalla sua formazione la squadriglia aerea ha avuto come base operativa l'aerodromo di Leffincourt dove rimane per circa un anno e mezzo prima di subire ben 8 spostamenti negli ultimi 8 mesi di guerra.
Al primo spostamento presso l'aerodromo di Chéry-lès-Pouilly, viene assegnata alla 7ª Armata dell'esercito imperiale tedesco. Nel mese di luglio 1918 entra a far parte del Jagdgruppe 5 con base a Maizy; questa formazione aerea comprendeva anche la Jagdstaffel 1, la Jagdstaffel 41, la Jagdstaffel 45, la Jagdstaffel 50 e la Jagdstaffel 66.
La squadriglia viene inizialmente equipaggiata con i Fokker E.III e i Fokker E.IV per poi essere sostituiti nei primi mesi del 1917 con i più moderni Albatros D.II e successivamente, nel maggio 1918, con i Fokker D.VII. Il Leutnant Walter Blume è stato l'ultimo Staffelführer (comandante) della Jagdstaffel 9, dal marzo del 1918 fino alla fine della guerra. La Jasta è stata smobilitata il 15 gennaio 1919.
Alla fine della prima guerra mondiale alla Jagdstaffel 9 vennero accreditate 107 vittorie aeree. Di contro, la Jasta 9 perse 13 piloti, 3 feriti in combattimento, a cui si sommano i 5 morti e 3 feriti per incidente.
Tra i suoi piloti si distinsero Hartmuth Baldamus, Fritz Pütter, Erich Thomas, Hermann Pfeiffer e Heinrich Kroll.

## Lista dei comandanti della Jagdstaffel 9
Di seguito vengono riportati i nomi dei piloti che si succedettero al comando della Jagdstaffel 9.
| Grado        | Nome         | Periodo                          |
| ------------ | ------------ | -------------------------------- |
| Oberleutnant | Kurt Student | 5 ottobre 1916 – 14 marzo 1918   |
| Leutnant     | Walter Blume | 14 marzo 1918 - 11 novembre 1918 |

## Lista degli aerei utilizzati della Jagdstaffel 9
- Fokker E.III
- Fokker E.IV
- Albatros D.II
- Fokker D.VII